# KOMDIV-32
KOMDIV-32 (ロシア語: КОМДИВ-32) はロシアのNIISIで開発された一連の32ビットマイクロプロセッサである。
これらのマイクロプロセッサはMIPS R3000と互換性を有しており、 MIPS R3010 と互換性のあるFPUと組み合わせて使用された。
製品:
- 1V812, (ロシア語: 1В812)
  - 3層金属配線、0.5 µm プロセス、150万個のトランジスタ、クロック周波数 33 MHz, 8KB L1 命令キャッシュ、 8KB L1 データキャッシュ、IDT 79R3081Eと互換性がある
- 1890VM1T, (ロシア語: 1890ВМ1Т)
  - 0.5 µm プロセス、クロック周波数 50 MHz
- 1890VM2T, (ロシア語: 1890ВМ2Т)
  - 0.35 µm プロセス、クロック周波数 90 MHz[1]
- 5890VE1Т (ロシア語: 5890ВЕ1Т)
  - SoC, 放射線耐性（英語版）、放射線の許容値は200 kRad未満、0.5 µm 絶縁体上のシリコン (SOI) プロセス、クロック周波数 33 MHz [2][3]
- 1900VM2T (ロシア語: 1900ВМ2Т) 同様にREZERV-32としても知られる
  - 放射線耐性、放射線の許容値は200 kRad未満、自己修復性を備えたブロックレベルで三重冗長系（英語版）、0.35 µm silicon on insulator (SOI) プロセス、作動温度域は -60から125 °C、クロック周波数 66 MHz. [4][3]
- 1907VM1T (ロシア語: 1907ВМ1Т)
  - SoC, SpaceWire、放射線耐性、放射線許容値は200 kRad未満、0.25 µm silicon on insulator (SOI) プロセス、クロック周波数 100 MHz[3]